# Argilito

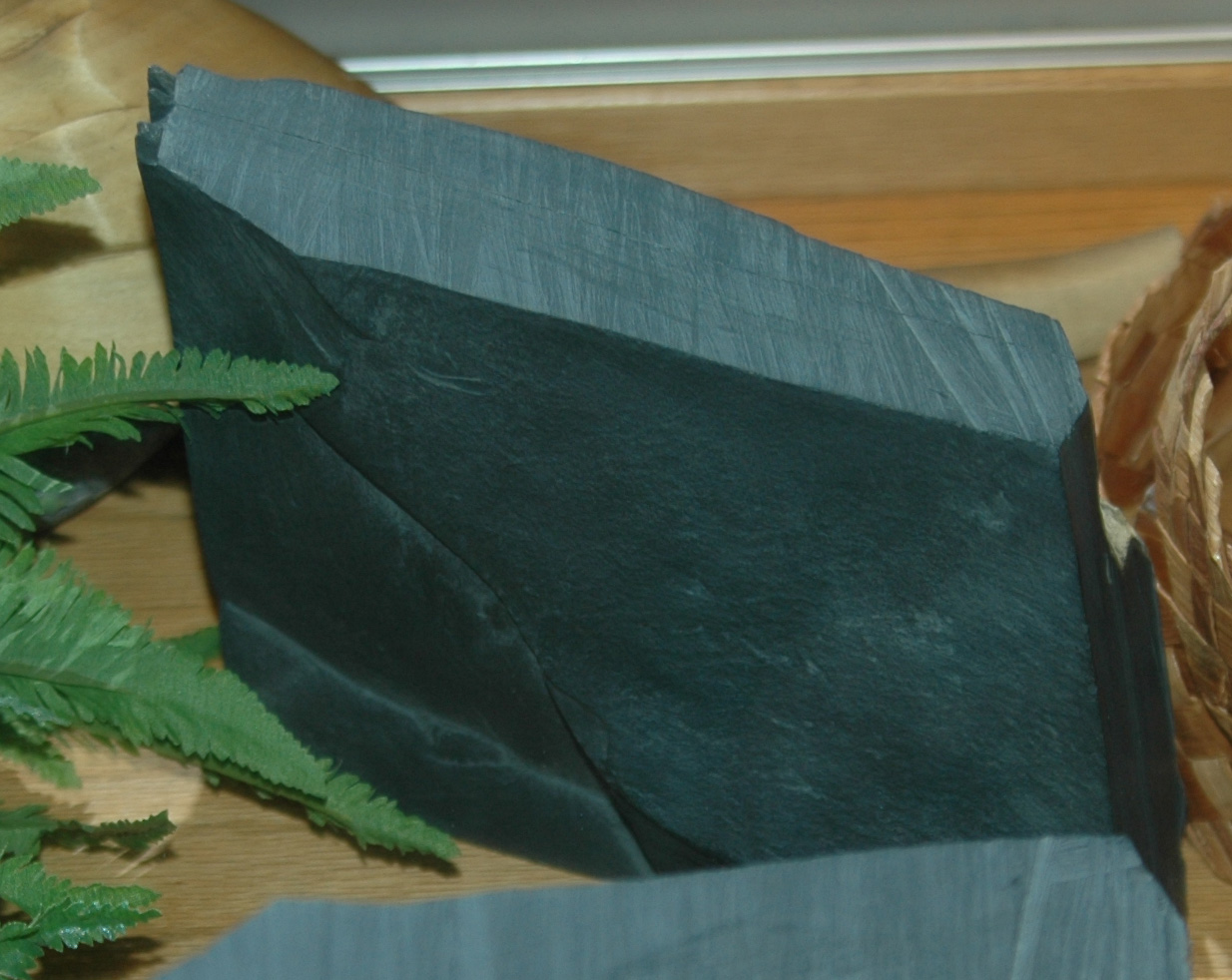
Fragmento bruto de argilito. Fotografia de G. Buchana, 2009

Os argilitos são rochas sedimentares lutáceas (granulação de argila, menor que 0,004 mm) maciças e compactas, sendo compostas por argilas litificadas, isto é, argilas compactadas e exibindo orientação dos minerais foliados.
São rochas sedimentares, de granulação finíssima, poucos mícrons e por isso untuosa ao tato. É uma das rochas sedimentares mais abundantes, o que lhe dá grande importância geológica; no entanto, por serem de granulação tão fina e tão difíceis de estudar, estão entre as menos compreendidas. Possuem de cor de cinza até preta, amarela, verde ou avermelhada. Os principais constituintes destas rochas são os minerais argilosos, que são silicatos hidratados de alumínio. A presença de argila, seja como impureza num sedimento qualquer (por exemplo num arenito ligeiramente argiloso), seja no estado puro, faz com que o sedimento produza o cheiro característico de moringa nova, quando humidecido com um simples bafejar bem próximo à amostra. Os argilitos são rochas argilosas muito firmemente endurecidas, desprovidas de clivagem ardosiana, e sua formação implica alguma recristalização do material original. Estas rochas argilosas, quando apresentam a propriedade denominada fissilidade, de modo que podem se partir (esfoliar) segundo camadas finas e paralelas, levam o nome de folhelhos.
São formados em grãos, em camadas e a partir desse material, existem condições de se formarem fósseis. 
Pode constituir fonte de materiais utilizados principalmente na indústria cerâmica. 